# 아이티의 국기

아이티의 국기

아이티의 국기는 1986년 2월 25일에 제정되었다. 파란색과 빨간색 두 가지 색의 가로 줄무늬 바탕에 아이티의 국장이 그려져 있다.
파란색과 빨간색은 1803년 5월 18일 아이티 혁명의 지도자였던 장자크 드살린이 프랑스의 국기의 하얀색을 제거한 것을 국기로 사용한 것에서 유래되었다. 프랑수아 뒤발리에와 장클로드 뒤발리에가 정권을 잡은 시기였던 1964년 5월 25일부터 1986년 2월 25일까지는 검은색과 빨간색 두 가지 색의 세로 줄무늬 바탕에 국장이 그려진 국기를 사용하였다. 민간기는 국장이 없는 형태의 기를 사용한다.

## 색상
| 색상 | 파랑               | 빨강                | 하양                  |
| ---- | ------------------ | ------------------- | --------------------- |
| RGB  | 0–32–159 (#00209F) | 210–16–52 (#D21034) | 255–255–255 (#FFFFFF) |

## 이전의 국기

독립 운동 당시의 기
아이티의 국기 (1806년 ~ 1807년)
아이티의 국기 (1811년 ~ 1820년)
아이티의 국기 (1849년 ~ 1859년)
아이티의 국기 (1859년 ~ 1964년)
아이티의 국기 (1964년 ~ 1986년)
아이티의 민간기 (1964년 ~ 1986년)

## 같이 보기
- 아이티의 국장
- 프랑스의 국기
- 리히텐슈타인의 국기